# 367-й армейский пушечный артиллерийский полк
367-й армейский пушечный артиллерийский Новгородский полк — воинская часть Вооружённых Сил СССР в Великой Отечественной войне.

## История
Полк сформирован в ноябре-декабре 1941 года в Шолье (неподалёку от Сарапула Удмуртской АССР) путём переформирования 367-го артиллерийского полка противотанковой обороны. Полк состоял из трёх дивизионов, в каждом по шесть 152-мм гаубиц-пушек МЛ-20 на тракторной тяге (Сталинец 65). 21 декабря 1941 года отправлен на фронт.
В действующей армии во время Великой Отечественной войны с 11 января 1942 по 20 сентября 1944 года.
9 января 1942 года прибыл в Будогощь, вошёл в состав Волховского фронта, поступил в распоряжение 59-й армии, прошёл с ней боевой путь вплоть до февраля 1944 года, исключая март 1943 года.
С 25 января 1942 года занял позиции на плацдарме за Волховом близ деревни Коломно. Обеспечивает огнём действия частей армии в Любанской операции, в частности в районе Спасской Полисти,  специализировался на контрбатарейной стрельбе. 5 июля 1942 года с плацдарма был снят, и направлен для участия в ликвидации немецкого грузинского плацдарма, дислоцировался близ деревни Некшино. Один из дивизионов полка с августа 1942 года дислоцируется на правом берегу Волхова напротив Званки, наносит удары в район Чудово, в сентябре-октябре 1942 года - близ деревни Вергежа.
С 14 февраля 1943 года начал переброску к Новгороду, был передан в 52-ю армию. Заняв позиции у Сиверского канала, затем, с 3 марта 1943 года у Новониколаевской колонии, поддерживал армию в неудавшемся наступлении на Новгород, затем опять возвращён в 59-ю армию.
В ходе Новгородско-Лужской операции ведёт обстрел позиций, укреплений, скоплений пехоты, артиллерийских батарей. 19 января 1944 года переправился через Волхов, ведёт обстрел крупного опорного пункта в седле Оссия. За участие в операции полку присвоено почётное звание Новгородский. В последующем поддерживал наступление войск армии на Лугу. Вместе с тем, полк понёс огромные небоевые потери: за один день, 23 января 1944 года полк потерял 130 человек (60 погибли, 70 выжили) отравившимся метиловым спиртом. Этот же эпизод нашёл отражение в книге Павла Лукницкого «Ленинград действует», однако метиловый спирт описан как специально отравленный противником.
С 15 февраля 1944 года полк дислоцируется в деревне Наволок близ Луги, 21 февраля 1944 года ночевал в Луге, где опять произошло чрезвычайное происшествие: личный состава одного из дивизионов полка (свыше 160 человек) полностью погиб в заминированном здании, где остановился на ночлег . 22 февраля 1944 года 18 колонной отправился на Гдов, затем на Сланцы, который прошёл 3 марта 1944 года и наконец занял позиции в 3-4 километрах от реки Нарвы близ деревни Тещино, откуда ведёт огонь, поддерживая части ведущие бои за расширение и удержание Нарвского плацдарма. С 19 апреля 1944 года двумя дивизионами находится на стыке позиций 8-й армии и 59-й армии по реке Нарва.. 1 августа 1944 года, после Нарвской операции переправился на левый берег Нарвы и проследовал до линии «Танненберг». 7 сентября 1944 года снят с позиций и направлен в Сланцы. 20 сентября 1944 года начал переброску в Белоруссию в район села Волма Минского района, где в октябре 1944 года обращён на формирование 189-й тяжёлой гаубичной артиллерийской бригады.

## Подчинение
| Дата            | Фронт (округ)                                              | Армия             | Корпус | Дивизия | Бригада | Примечания |
| --------------- | ---------------------------------------------------------- | ----------------- | ------ | ------- | ------- | ---------- |
| 01.02.1942 года | Волховский фронт                                           | 59-я армия        | -      | -       | -       | -          |
| 01.03.1942 года | Волховский фронт                                           | 59-я армия        | -      | -       | -       | -          |
| 01.04.1942 года | Волховский фронт                                           | 59-я армия        | -      | -       | -       | -          |
| 01.05.1942 года | Ленинградский фронт (Группа войск Волховского направления) | 59-я армия        | -      | -       | -       | -          |
| 01.06.1942 года | Ленинградский фронт (Волховская группа войск)              | 59-я армия        | -      | -       | -       | -          |
| 01.07.1942 года | Волховский фронт                                           | 59-я армия        | -      | -       | -       | -          |
| 01.08.1942 года | Волховский фронт                                           | 59-я армия        | -      | -       | -       | -          |
| 01.09.1942 года | Волховский фронт                                           | 59-я армия        | -      | -       | -       | -          |
| 01.10.1942 года | Волховский фронт                                           | 59-я армия        | -      | -       | -       | -          |
| 01.11.1942 года | Волховский фронт                                           | 59-я армия        | -      | -       | -       | -          |
| 01.12.1942 года | Волховский фронт                                           | 59-я армия        | -      | -       | -       | -          |
| 01.01.1943 года | Волховский фронт                                           | 59-я армия        | -      | -       | -       | -          |
| 01.02.1943 года | Волховский фронт                                           | 59-я армия        | -      | -       | -       | -          |
| 01.03.1943 года | Волховский фронт                                           | 52-я армия        | -      | -       | -       | -          |
| 01.04.1943 года | Волховский фронт                                           | 59-я армия        | -      | -       | -       | -          |
| 01.05.1943 года | Волховский фронт                                           | 59-я армия        | -      | -       | -       | -          |
| 01.06.1943 года | Волховский фронт                                           | 59-я армия        | -      | -       | -       | -          |
| 01.07.1943 года | Волховский фронт                                           | 59-я армия        | -      | -       | -       | -          |
| 01.08.1943 года | Волховский фронт                                           | 59-я армия        | -      | -       | -       | -          |
| 01.09.1943 года | Волховский фронт                                           | 59-я армия        | -      | -       | -       | -          |
| 01.10.1943 года | Волховский фронт                                           | 59-я армия        | -      | -       | -       | -          |
| 01.11.1943 года | Волховский фронт                                           | 59-я армия        | -      | -       | -       | -          |
| 01.12.1943 года | Волховский фронт                                           | 59-я армия        | -      | -       | -       | -          |
| 01.01.1944 года | Волховский фронт                                           | 59-я армия        | -      | -       | -       | -          |
| 01.02.1944 года | Волховский фронт                                           | 59-я армия        | -      | -       | -       | -          |
| 01.03.1944 года | Ленинградский фронт                                        | 8-я армия         | -      | -       | -       | -          |
| 01.04.1944 года | Ленинградский фронт                                        | 8-я армия         | -      | -       | -       | -          |
| 01.05.1944 года | Ленинградский фронт                                        | 8-я армия         | -      | -       | -       | -          |
| 01.06.1944 года | Ленинградский фронт                                        | 8-я армия         | -      | -       | -       | -          |
| 01.07.1944 года | Ленинградский фронт                                        | 8-я армия         | -      | -       | -       | -          |
| 01.08.1944 года | Ленинградский фронт                                        | 8-я армия         | -      | -       | -       | -          |
| 01.09.1944 года | Ленинградский фронт                                        | 2-я ударная армия | -      | -       | -       | -          |

## Награды и наименования
| Награда      | Дата       | За что получена                    |
| ------------ | ---------- | ---------------------------------- |
| Новгородский | 21.01.1944 | Отличие при освобождении Новгорода |

## Командиры
- подполковник Скворнюк Викентий Антонович

## Память
- Музей боевой славы 367-го артиллерийского полка в средней школе № 16 г. Ижевска [5]